# Oshae Jones
Pour les articles homonymes, voir Jones.
Oshae Jones est une boxeuse amateure américaine née le 3 janvier 1998 à Toledo (Ohio). Elle remporte une médaille de bronze olympique en poids welters à Tokyo en 2021.

## Jeunesse
Née et élevée à Toledo dans l'Ohio, elle y vit toujours.

## Carrière
Aux Jeux olympiques d'été de 2020, elle bat la Mexicaine Brianda Tamara Cruz en 16e de finale puis la Dominicaine Maria Moronta en quart mais est battue par la Chinoise Gu Hong en demi-finale et monte seulement sur la troisième marche du podium.

## Palmarès

### Jeux olympiques
- Médaille de bronze en poids welters aux Jeux olympiques d'été de 2020 à Tokyo

### Jeux panaméricains
- Médaille d'or en poids welters aux Jeux panaméricains de 2019 à Lima

### Championnats panaméricains
- Médaille d'argent en poids moyens aux championnats panaméricains de 2017 à Tegucigalpa